# Pelargoderus dibbhincksi
Pelargoderus dibbhincksi är en skalbaggsart som beskrevs av Gilmour 1947. Pelargoderus dibbhincksi ingår i släktet Pelargoderus och familjen långhorningar. Inga underarter finns listade i Catalogue of Life.